# پورترویل (کالیفرنیا)
پورترویل (به انگلیسی: Porterville) شهری در شهرستان تولار ایالت کالیفرنیا است که در سرشماری سال ۲۰۱۰ میلادی، ۵۴۱۶۵ نفر جمعیت داشته است.